# Katsuhikari Toshio
Katsuhikari Toshio (和晃 敏郎, Katsuhikari Toshio), né Toshio Sugiura (杉浦 敏朗, Sugiura Toshio) le 9 août 1942 et mort le 1er janvier 2018 à Tokyo, était un lutteur sumo de Gamagōri (préfecture d'Aichi, Japon).

## Biographie
Katsuhikari Toshio a fait ses débuts professionnels en novembre 1958 et atteint la division supérieure en septembre 1969. Son grade le plus élevé était maegashira 1. Il se retire de la compétition active en mars 1973 et est resté dans l'Association japonaise de sumo comme aîné sous le nom de Wakafuji. Il a atteint l'âge de la retraite obligatoire de 65 ans et a quitté l'Association de sumo en août 2007.
Katsuhikari meurt le 1er janvier 2018 à 75 ans après un cancer des voies biliaires,.